# Hauensee
Der Hauensee (auch: Hauenseeli) ist ein Bergsee bei Arosa in Graubünden, Schweiz.

## Lage und Beschreibung
Der Hauensee liegt auf 2161 m am Oberberg zwischen Hörnli und Schwellisee. Er ist vegetationslos und liegt – etwas verborgen hinter Felsenklüften – in eine Steinmulde gebettet. Beim in der Landeskarte der Schweiz fälschlicherweise als "Hauenseeli" bezeichneten, südlich gelegenen Gewässer handelt es sich um das Guferseeli. Im Mittelalter lagen etwas oberhalb am Tschirpen Gruben, in denen nach Eisenerz geschürft wurde. Die damals vor Ort weilenden Hauer verliehen dem See den Namen. 
Der Hauptzufluss ergiesst sich vom Mittler Wasserboda her. Der Abfluss erfolgt unterirdisch gegen Osten. In der Nähe des Hauensees führt winters eine Skipiste und sommers die Downhillstrecke vom Hörnligrat zum Ifang vorbei. Vom nördlich gelegenen Hörnli-Express aus kann der See gut eingesehen werden, der mit dem Verwunschenen Schloss an seinem Nordostende Teil der "Sagenwanderung Arosa und Umgebung" ist. Am Ufer des Hauensees wurden offenbar schon Schlangen beobachtet, was angesichts der Höhenlage bemerkenswert ist. 
Im Zuge der Realisierung eines Speichersees zur Skipistenbeschneiung zogen die Arosa Bergbahnen 2005 zunächst die Umgebung des Hauensees als möglichen Standort in Betracht. Der Bau erfolgte jedoch mangels geeigneten Untergrunds schliesslich am Weisshorn.

## Die Sage vom Verwunschenen Schloss
Ähnlich wie der Schwellisee, Schwarzsee und Urdensee ist auch der Hauensee Schauplatz einer alten Sage, die hier vor Ort in einem hölzernen Sagenkasten nachzulesen ist. 
Einst ritt ein vornehmer Herr durch das Urdental und auf den Grat beim Hörnli. Nach kurzer Rast folgte er den Schrofen nach und gelangte bald zu einem kleinen See, mitten im Gestein. "Hier möchte ich ein Schloss bauen", dachte er sich. Da er ein reicher, mächtiger Mann war, konnte er seinen Wunsch bald in Erfüllung bringen. Fremde Arbeiter kamen und bauten ein stolzes Schloss mit Zinnen und Terrassen. Eines Tages holte er seine Gemahlin. Es war eine feine und stille Dame, welche man oft in weissem Kleid mit einem Hund spazieren sah. Jahre vergingen, einsam und verlassen lag das Schloss da. Der Besitzer und seine Frau waren gestorben. Da erschienen eines Tages die beiden Söhne – junge Ritter – und sie brachten Gäste mit. Wie ein Gewitter zog die übermütige Schar den Berg herab und mitten durch die Wiesen. Sie wurden zum Schrecken der ganzen Gegend.

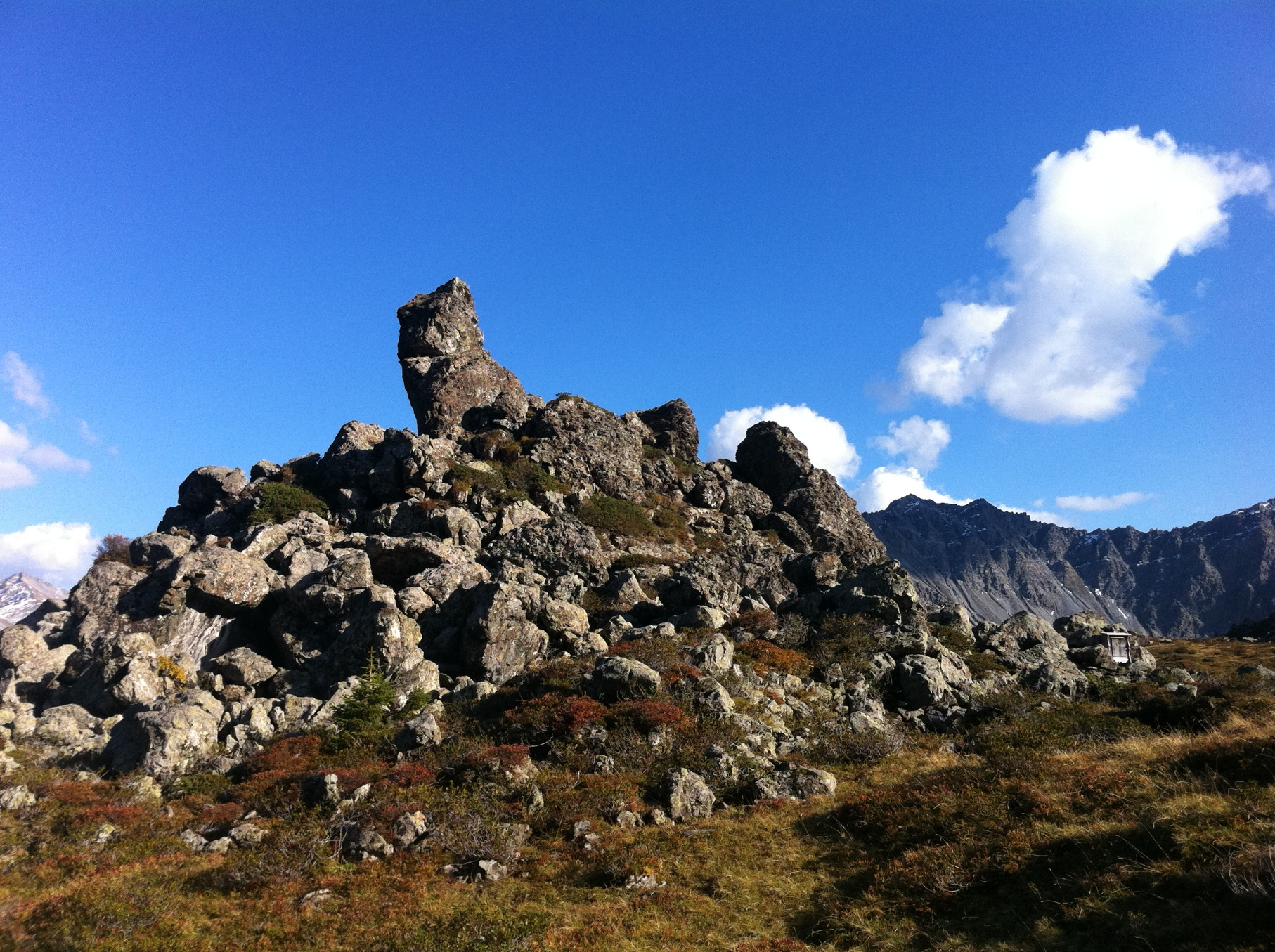
Das Verwunschene Schloss von Norden mit Sagenkasten rechts

Im Ifang wohnte ein alter Bauer mit seiner Enkelin, einem schönen Mädchen mit Augen blau wie der Schwellisee. Wenn die Junker am Haus vorbeiritten, verriegelte der Bauer die Türe und riss das Mädchen vom Fenster weg. Eines Tages war ein grosses Gewitter im Anzug. "Ich muss das Vieh holen", dachte er. Damit verliess er die Hütte. Das Mädchen aber nahm einen Eimer, um am nahen Brunnen Wasser zu holen. Plötzlich wandte es sich erschreckt um, liess den Eimer fallen und versuchte zum Haus zu gelangen. Nahe am Brunnen ritten die beiden Junker vorbei. Erstaunt sahen sie das schöne Mädchen an. "Komm mit", riefen sie und sprangen von den Pferden. Der eine trat ihr in den Weg, der andere hob sie in den Sattel und fort ging es über Stock und Stein. Inzwischen kam der Bauer mit seinen Tieren. Er hörte die Hilferufe des Mädchens. Machtlos stand er da und ballte die Faust. "Wehe Euch frechen Buben. Der Blitz soll Euer Schloss vernichten, so dass kein Stein auf dem anderen bleibt, bevor ihr es erreicht." Erschreckt sahen sie zurück, doch der Alte war verschwunden. Die Pferde keuchten bergauf, Blitz folgte Blitz, wild rollte der Donner den Berg entlang, es krachte und brauste. Hagel schoss nieder, der kleinste Bach wurde zum reissenden Strom.
Als tags darauf die Sonne wieder schien, war das Schloss verschwunden. Ein grosser Haufen Steine bezeichnete die Stelle, wo es gestanden hatte. Von den Junkern und dem schönen Mädchen keine Spur. Sie lagen tief begraben unter den Steinen. Fortan hiess das Steingewirr am Hauensee "Verwunschenes Schloss". 